# Charles Moureu
Charles Moureu, född 19 april 1863 i Mourenx (departementet Basses-Pyrénées), död 13 juni 1929 i Biarritz (departement Pyrénées-Atlantiques), var en fransk kemist.
Moureu blev docent vid École supérieure de pharmacie 1899, professor i farmaceutisk kemi där 1907 och professor i organisk kemi vid Collège de France 1917. Han tilldelades Jeckerpriset 1907. Moureus viktigaste arbeten gällde den organiska kemin, där han bland annat utförde en systematisk undersökning över föreningar, som innehåller en trippelbindning mellan kolatomerna. Vidare studerade han gasers förekomst i mineralvatten. Moureu var en av Frankrikes ledande stridsgaskemister.